# Guglielmo Vicario
Guglielmo Vicario (ur. 7 października 1996 w Udine) – włoski piłkarz występujący na pozycji bramkarza w angielskim klubie Tottenham Hotspur oraz w reprezentacji Włoch. Wychowanek Udinese, w trakcie swojej kariery grał także w takich zespołach, jak Fontanafredda, Venezia, Cagliari, Perugia oraz Empoli.